# Берингийский песочник
Берингийский песочник (лат. Calidris ptilocnemis) — вид птиц из семейства бекасовых.

## Таксономия
Выделяют четыре подвида:
- C. p. tschuktschorum (Portenko, 1937) – гнездится на Чукотском полуострове и на западе Аляски
- C. p. ptilocnemis (Coues, 1873) – гнездится на островах Прибылова и на острове Холл и острове Св. Матфея
- C. p. couesi (Ridgeway, 1880) – гнездится на Алеутских островах и на Аляскинском полуострове
- C. p. quarta (Hartert, 1920) – гнездится на юге Камчатского полуострова и на Курильских и Командорских островах.

## Описание
Длина тела составляет от 20 до 22 см, размах крыльев 38—44 см, масса тела от 60 до 80 г. В брачном наряде темя тёмно-коричневое, щёки каштаново-коричневые, остальная часть головы коричневатого цвета с тонкими каштаново-коричневыми полосами. Горло светлое без рисунка. Перед глазом с каждой стороны головы находится тёмное пятно. Радужина тёмно-коричневая. Клюв тёмно-коричневый или тёмно-оливковый со светлым основанием. Вершина клюва слегка изогнута книзу. Грудь коричневатая с тёмно-коричневыми полосами. Полосы в направлении брюха становятся темнее и шире и сливаются, образуя на брюхе тёмное пятно. Остальная часть брюха светлая. Оперение спины тёмно-коричневого цвета, а каштаново-коричневая или рыжеватая кайма перьев придаёт ей пятнистый рисунок.

## Распространение
Водится в северной тундре на побережьях Атлантического и Тихого океанов и на Алеутских островах и островах Прибылова. Также встречается на Камчатке и Курильских островах. Это перелётная птица, которая зимует на западном побережье США до севера Калифорнии.

## Питание
Питается моллюсками, ракообразными, насекомыми и их личинками, а также некоторым растительным материалом. 

## Гнездование
Эти птицы обычно моногамные и остаются с одним партнёром несколько лет. Гнездятся на земле или на возвышенности, такой как невысокие скалы, или же в углублённом сыром месте. Самка откладывает в гнездо до 4 светло-зелёных, светло-серых, оливковых или коричневатых яиц с тёмными пятнами. Инкубационный период длится 22—24 дня. Птенцы выводкового типа, покидают гнездо через 12 часов после вылупления. Половая зрелость наступает на второй год жизни.

## Природоохранный статус
Обитающий на юге Камчатки подвид занесён в Красную книгу России.